# Anton von Doblhoff-Dier
El Barón Anton von Doblhoff-Dier (en alemán: Anton Freiherr von Doblhoff-Dier; 10 de noviembre de 1800 - 16 de abril de 1872) fue un estadista austriaco.
Nacido en Gorizia, estudió derecho en la Universidad de Viena y en un principio entró en el servicio civil. En 1836 se retiró a cultivar en la finca de su tío en el castillo de Weikersdorf en Baden, donde sobresalió en estudios de agronomía. En el curso de las Revoluciones de marzo de 1848 se convirtió en un miembro liberal de la asamblea del Reichstag y en ministro de comercio en el gabinete de Franz von Pillersdorf, y después de la dimisión de Pillersdorf en julio, actuó de ministro-presidente y ministro del interior.
El propio Doblhoff-Dier dimitió de todos los cargos en el violento levantamiento vienés de octubre de 1848. Al año siguiente fue elegido embajador en La Haya, un puesto que mantuvo hasta 1858. En 1861 se convirtió en miembro del recién formado Reichsrat, y a partir de 1867 del Herrenhaus.